# Đường sắt cao tốc Gyeongbu
Đường sắt cao tốc Gyeongbu (Gyeongbu HSR) giữa Seoul và Busan là tuyến đường sắt cao tốc đầu tiên ở Hàn Quốc. Tàu tốc hành KTX quản lý 3 đoạn của tuyến: vào ngày 1 tháng 4 năm 2004, đoạn thứ nhất là đoạn giữa ga văn phòng Geumcheon-gu, Seoul và ga Ga Daejeonjochajang phía Bắc Daejeon, đoạn thứ hai là giữa ga Ga Okcheon, phía Đông Nam Daejeon, và đoạn gần Ga Jicheon, phía Bắc Daegu; sau ngày 1 tháng 11 năm 2010, đoạn thứ ba là giữa phía Tây Daegu và Busan. Những đoạn trống trong khu vực đô thị Daejeon và Daegu đã được mở cửa vào tháng 8 năm 2015, và đang lên kế hoạch chia thành nhiều đường ray đến Ga Seoul. Các đoạn cuối tạm thời ở phần cuối phía Nam và Bắc được nối song song với Tuyến Gyeongbu.
Đến tháng 11 năm 2010, hai dịch vụ tàu sử dụng tuyến: tuyến Gyeongbu KTX, tàu chạy dọc theo Gyeongbu HSR hoặc song song với tuyến Gyeongbu; và tuyến Honam KTX, với chuyến tàu rời từ Gyeongbu HSR tại Osong và tiếp tục trên Đường sắt cao tốc Honam. Một số tuyến cao tốc khác từ Gyeongbu HSR cũng đang được xây dựng và lên kế hoạc, và nhiều dịch vụ KTX đang sử dụng kết nối tuyến đường sắt thông thường cũng đang được lên kế hoạch.

## Danh sách nhà ga

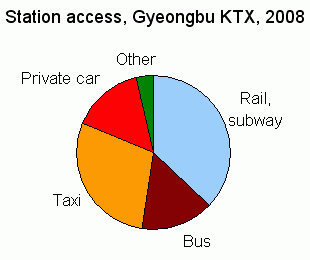

## Lịch sử